# Ш
Das Ш (Kleinbuchstabe ш) ist ein Buchstabe des kyrillischen Alphabets. Die Aussprache ist /⁠ʃ⁠/, also wie das deutsche 'sch' in „Schule“.
Das Ш ist außerdem der einzige kyrillische Buchstabe in der Mathematik, er wird in der Schah-Funktion verwendet. 

## Zeichenkodierung
| Standard  | Standard    | Majuskel Ш                  | Minuskel ш                |
| --------- | ----------- | --------------------------- | ------------------------- |
| Unicode   | Codepoint   | U+0428                      | U+0448                    |
| Unicode   | Name        | CYRILLIC CAPITAL LETTER SHA | CYRILLIC SMALL LETTER SHA |
| UTF-8     | UTF-8       | D0 A8                       | D1 88                     |
| XML/XHTML | dezimal     | &#1064;                     | &#1096;                   |
| XML/XHTML | hexadezimal | &#x0428;                    | &#x0448;                  |